# Servet Çetin
Servet Çetin (* 17. März 1981 in Tuzluca, Provinz Iğdır) ist ein ehemaliger türkischer Fußballspieler und -trainer.

## Spielerkarriere

### Im Verein
Çetin begann seine Profikarriere 1999 beim türkischen Zweitligisten Kartalspor und wechselte nach zwei Jahren 2001 zu Göztepe Izmir. Er absolvierte in der Saison 2001/02 30 Einsätze und belegte mit dem Team den siebten Tabellenplatz. 2002 heuerte er bei Denizlispor an und bestritt im Verlauf der Saison 31 Spiele. 2003/04 wechselte Çetin nach vier Partien zu Fenerbahçe Istanbul, wo er auf Grund einiger Verletzungen kaum zum Einsatz kam und in der Meisterschaftssaison nur acht Ligaspiele absolvierte. In der nächsten Saison konnte er mit Fenerbahçe den Titel verteidigen. Zur Saison 2006/07 verließ er Fenerbahçe ablösefrei und unterschrieb beim Ligakonkurrenten Sivasspor, den er wiederum im Sommer 2007 in Richtung Galatasaray Istanbul verlassen hat.
Am 23. Januar 2011 schoss Çetin beim Ligaspiel gegen Sivasspor das erste Tor in der Türk Telekom Arena. In der Saison 2011/12 kam der Abwehrspieler wenig zum Einsatz, weil Tomas Ujfalusi und Semih Kaya ihn als Stammspieler abgelöst hatten. Am Ende der Saison 2011/12 wurde Çetin bei Galatasaray Istanbul zum zweiten Mal türkischer Meister. Sein Vertrag lief am 31. Mai 2012 aus und wurde nicht verlängert.
Çetin wurde in der Transferperiode 2012 mit vielen Erstligisten wie Bursaspor, Kasımpaşa Istanbul, Trabzonspor und Elazığspor in Verbindung gebracht. Trotz zahlreicher Angebote einigte sich Çetin mit Eskişehirspor und unterschrieb hier einen Zweijahresvertrag. Für diesen Verein spielte er die nächsten zwei Jahre. Während er in seiner ersten Saison als Stammspieler gesetzt war, wurde er in der zweiten Saison nicht durchgängig eingesetzt. Mit Eskişehirspor erreichte er in der Saison 2013/14 das türkische Pokalfinale. Im Finale unterlag seine Mannschaft dann Çetins vorherigen Galatasaray. Nach dem Vertragsende zum Sommer 2014 erhielt er von seinem Klub keine Vertragsverlängerung und musste den Klub verlassen.
Nachdem Çetin im Sommer 2014 mit seinem Vertrag keine Einigung auf eine Vertragsverlängerung finden konnte, wechselte er innerhalb der Süper Lig zu Mersin İdman Yurdu. Ausschlaggebend an dem Wechsel war der Umstand, dass Mersin İY von Rıza Çalımbay trainiert wurde. Mit diesem hatte Çetin bereits bei Denizlispor erfolgreich zusammengearbeitet. Nachdem er in der Saison 2016/17 über längere Zeit sein Gehalt erhalten hatte, verließ er den Verein im Februar 2017 vorzeitig.

### In der Nationalmannschaft
Çetin absolvierte 17 Einsätze in der türkischen U 21, ehe er im April 2003 in einem Freundschaftsspiel gegen die Tschechische Republik sein Debüt in der A-Nationalmannschaft feierte. Es folgten drei weitere Einsätze beim FIFA-Konföderationenpokal, in der Qualifikationsrunde zur EM in Portugal kam er jedoch nicht zum Einsatz. Sein erstes Länderspieltor machte Servet gegen Malta, am 8. September 2007.
2008, während seiner Teilnahme mit der türkischen Nationalmannschaft an der Fußball-EM in Österreich und der Schweiz, wurde dem Sportler am Tag des Vorgruppenentscheidungsspiels Türkei – Tschechien die terminlich unverrückbare staatliche Universitätszulassungsprüfung im Trainingsquartier der Mannschaft abgenommen. Auch absolvierte er während der Euro 2008 fast alle seine Spiele verletzt unter teilweise großen Schmerzen, was ihm bei den Fans großen Respekt verschaffte.

## Trainerkarriere
Nach seinem Karriereende als Spieler entschied sich Çetin für eine Karriere als Trainer. Als erste Tätigkeit assistierte er ab 2016 dem Cheftrainer Rıza Çalımbay als sein Assistenztrainer und begleitete ihn auch in den zwei nachfolgenden Trainerstationen.

## Erfolge

### Verein
Fenerbahçe Istanbul (2003–2006)
- Türkischer Meister: 2004, 2005

Galatasaray Istanbul (2007–2012)
- Türkischer Meister: 2008, 2012
- Türkischer Supercupsieger: 2008

Eskişehirspor (2012–2014)
- Türkischer Pokalfinalist: 2013/14

### Nationalmannschaft
- FIFA-Konföderationen-Pokal: Dritter 2003 in Frankreich (2 Einsätze)
- Europameisterschaft: Halbfinalist 2008 in Österreich und der Schweiz (3 Einsätze)